# 24-Stunden-Rennen von Le Mans 1950

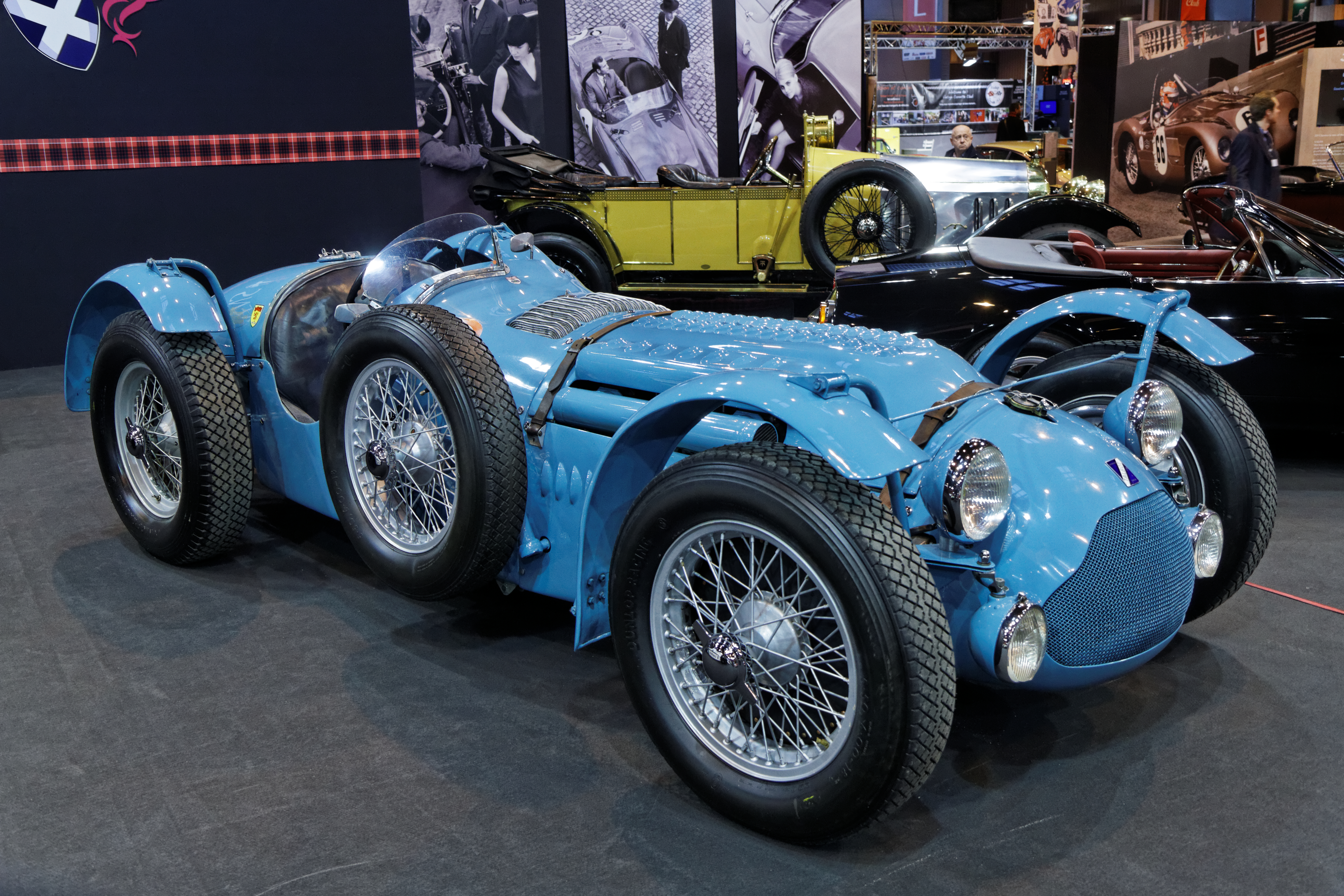
Talbot-Lago T26 GS, Siegerwagen von Vater und Sohn Rosier

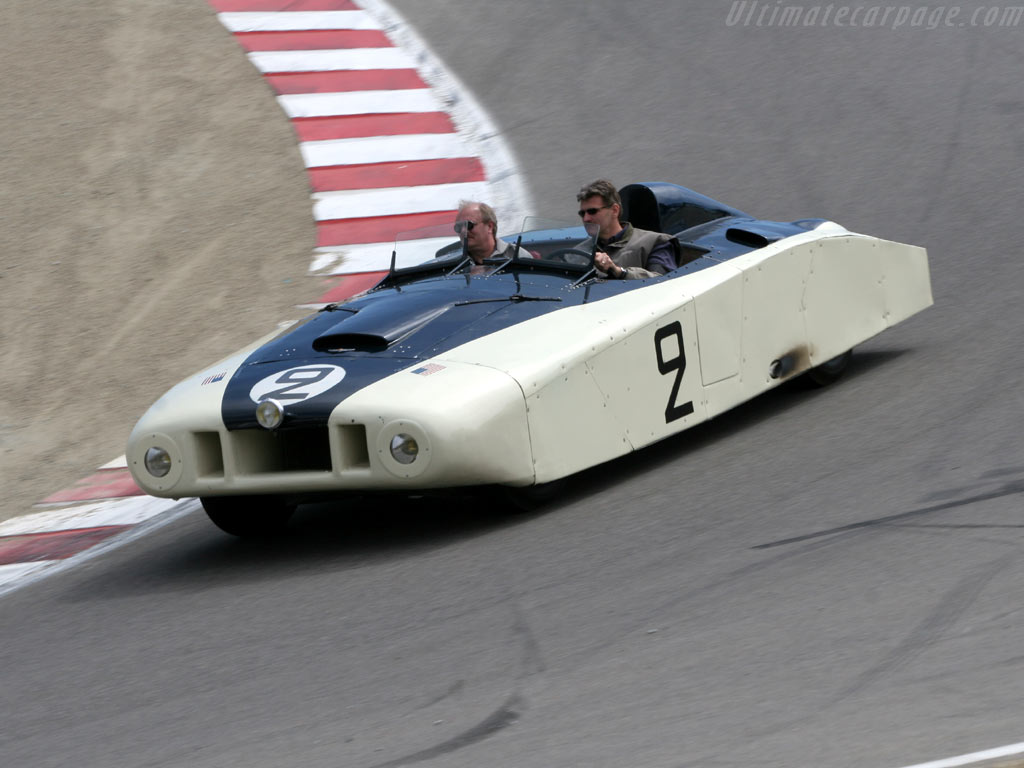
Elfter Gesamtrang für den bei Briggs Cunningham entwickelten Spider mit Cadillac-Motor

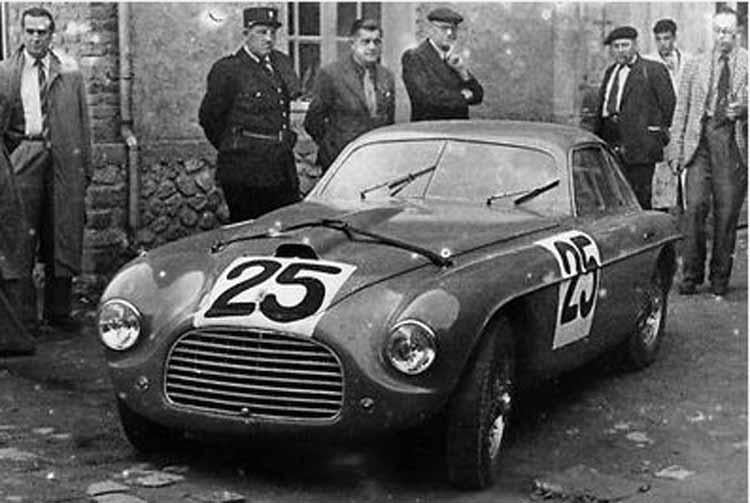
Ferrari 195 Sport Touring Berlinetta Le Mans, gefahren von Raymond Sommer und Dorino Serafini

Das 18. 24-Stunden-Rennen von Le Mans, der 18e Grand Prix d’Endurance les 24 Heures du Mans, auch 24 Heures du Mans, Circuit de la Sarthe, Le Mans, fand vom 24. bis 25. Juni 1950 auf dem Circuit des 24 Heures statt.

## Das Rennen
Hatte der Automobile Club de l’Ouest 1949 noch die Sorge, es könnten zu wenige Meldungen für das 24-Stunden-Rennen eingehen, wurde der Veranstalter 1950 von der Flut der Anfragen überrascht. 112 Teams, darunter auch die Mannschaften, die vom ACO eingeladen wurden, wollten am Rennen teilnehmen. 60 wurden von den Offiziellen akzeptiert. 26 unterschiedliche Marken – aus Frankreich, Großbritannien, Italien, der USA und aus der Tschechoslowakei – waren am Start. Allein 33 Wagen kamen aus dem Austragungsland Frankreich, darunter drei Talbots, zwei Delahayes und ein Delage. Vor allem in den kleinen Klassen waren die französischen Hersteller stark vertreten. Werksmannschaften gab es von Deutsch et Bonnet, Gordini, Panhard und Monopole. Auch 1950 war – wie im Vorjahr – der Diesel-Rennwagen der Delettrez-Brüder dabei. Die Startnummer 1 erhielt Pierre Veyron für seinen M.A.P, der einen 5-Liter-Dieselmotor inklusive Kompressor hatte.
Aus Großbritannien kamen die neuen Aston Martin DB2 und die Jaguar XK 120. Sydney Allard rollte seinen Allard J2 an den Start und die Donald Healey Motor Company erschien mit einer Spezialausführung des Healey Silverstone mit Nash-Motor. Der älteste Wagen an der Startlinie war ein Bentley Mark V, Baujahr 1934. Großes Aufsehen erregte Briggs Cunningham, der mit seinem Rennteam erstmals nach Le Mans kam. Die Collier-Brüder fuhren einen fast unveränderten Cadillac DeVille und Cunningham selbst einen Prototyp, der von den Zuschauern „das Monster“ getauft wurde.
Spitzenfahrer wie Juan Manuel Fangio, José Froilán González, Jean Behra, Peter Whitehead, Robert Manzon und Maurice Trintignant gaben 1950 ihr Le-Mans-Debüt.
Favoriten auf den Sieg waren die beiden Ferrari von Patrick Mitchell-Thomson, 2. Baron Selsdon und Luigi Chinetti. Im Vorjahr noch das Siegerteam, hatten beide 1950 andere Partner. Selsdon teilte sich seinen 166MM mit Jean Lucas. Der Partner von Chinetti war Pierre Louis-Dreyfus. Der sentimentale Favorit der französischen Medien war aber Raymond Sommer, der sein letztes Le-Mans-Rennen bestritt.
Raymond Sommer stürmte – wie bei allen Le-Mans-Rennen, bei denen er am Start war – sofort in Führung und konnte sich, Rekordrunden fahrend, vom Feld absetzen. Nach zwei Stunden war seine Fahrt jedoch zu Ende. Ein Motorschaden stoppte den Ferrari 195 Sport Touring Berlinetta Le Mans. Nach drei Stunden übernahm Louis Rosier – der sich das Cockpit mit seinem Sohn Jean-Louis teilte – die Spitze des Rennens. Der Talbot der Rosiers war ein Grand-Prix-Wagen, der durch einige Modifikationen kurzerhand zum Sportwagen gemacht worden war. Bis auf eine kurze Phase in der Nacht, als Guy Mairesse den ersten Platz innehatte, führte immer der Rosier-Talbot. Am Ende hatten die Rosiers eine Runde Vorsprung auf den Talbot von Mairesse/Meyrat. Die beiden Rosiers brachen auch alle bestehenden Le-Mans-Rekorde. 22 Jahre sollten vergehen, ehe wieder ein französisches Fahrzeug das 24-Stunden-Rennen gewinnen wird.

## Ergebnisse

### Piloten nach Nationen
| 71 Franzosen       | 30 Briten   | 7 US-Amerikaner | 2 Argentinier | 2 Niederländer |
| 2 Tschechoslowaken | 1 Belgier   | 1 Dominikaner   | 1 Ire         | 1 Italiener    |
| 1 Marokkaner       | 1 Schweizer |                 |               |                |

### Schlussklassement
| Pos.        | Klasse | Nr. | Team                          | Fahrer                                   | Chassis                                      | Motor                        | Reifen | Runden |
| ----------- | ------ | --- | ----------------------------- | ---------------------------------------- | -------------------------------------------- | ---------------------------- | ------ | ------ |
| 1           | S 5.0  | 5   | Louis Rosier                  | Louis Rosier Jean-Louis Rosier           | Talbot-Lago T26 GS                           | Talbot-Lago 4.5L I6          | D      | 256    |
| 2           | S 5.0  | 7   | Pierre Meyrat                 | Pierre Meyrat Guy Mairesse               | Talbot-Lago Monoplace Decalee                | Talbot-Lago 4.5L I6          | D      | 255    |
| 3           | S 8.0  | 4   | S.H. Allard                   | Sydney Allard Tom Cole                   | Allard J2                                    | Cadillac 5.4L V8             | D      | 251    |
| 4           | S 5.0  | 14  | Healey Motors Ltd.            | Tony Rolt Duncan Hamilton                | Nash-Healey E                                | Nash 3.8L I6                 | D      | 250    |
| 5           | S 3.0  | 19  | Aston Martin Ltd.             | George Abecassis Lance Macklin           | Aston Martin DB2                             | Aston Martin 2.6L I6         | D      | 249    |
| 6           | S 3.0  | 21  | Aston Martin Ltd.             | Charles Brackenbury Reginald Parnell     | Aston Martin DB2                             | Aston Martin 2.6L I6         | D      | 244    |
| 7           | S 3.0  | 18  | Henri Louveau                 | Henri Louveau Jean Estager               | Delage Type D 6-3 Litres                     | Delage 3.0L I6               | D      | 241    |
| 8           | S 5.0  | 11  | Edward Ramsden Hall           | Edward Hall Tom Clarke                   | Bentley Corniche TT                          | Bentley 4.3L I6              | IN     | 236    |
| 9           | S 2.0  | 30  | Harold John Aldington         | T. A. S. O. Mathieson Richard Stoop      | Frazer Nash Milla Miglia                     | Bristol 2.0L I6              | D      | 235    |
| 10          | S 8.0  | 3   | Briggs Cunningham             | Miles Collier Sam Collier                | Cadillac Coupe DeVille Clumsy Pup            | Cadillac 5.4L V8             | F      | 233    |
| 11          | S 8.0  | 2   | Briggs Cunningham             | Briggs Cunningham Phil Walters           | Cunningham Spider Le Monstre                 | Cadillac 5.4L V8             | F      | 232    |
| 12          | S 5.0  | 15  | P. T. C. Clark                | Peter C. Clark Nick Haines               | Jaguar XK120S                                | Jaguar 3.4L I6               | D      | 230    |
| 13          | S 5.0  | 6   | André Chambas                 | André Chambas André Morel                | Talbot-Lago Grand Sport Coupe                | Talbot-Lago 4.5L I6          | D      | 228    |
| 14          | S 5.0  | 12  | H.S.F. Hay                    | Soltan Hay Hugh Hunter                   | Bentley 4¼ Paulin                            | Bentley 4.3L I6              | D      | 225    |
| 15          | S 5.0  | 16  | P.C.D. Walker                 | Peter Whitehead John Marshall            | Jaguar XK120S                                | Jaguar 3.4L I6               | D      | 225    |
| 16          | S 1.5  | 36  | Jowett Cars Ltd.              | Tommy Wisdom Tommy Wise                  | Jowett Jupiter R1                            | Jowett 1.5L Flat-4           | D      | 220    |
| 17          | S 3.0  | 22  | Robert Lawrie                 | Robert Lawrie Geoffrey Beetson           | Riley RMB                                    | Riley 2.5L I4                | D      | 213    |
| 18          | S 1.5  | 39  | G.E. Phillips                 | George Phillips Eric Winterbottom        | MG TC Special Body                           | MG 1.2L I4                   | D      | 208    |
| 19          | S 3.0  | 23  | N.H. Mann                     | Nigel Mann Mortimer Morris-Goodall       | Healey Elliott                               | Riley 2.4L I4                | D      | 203    |
| 20          | S 2.0  | 31  | N.R. Culpan                   | Norman Culpan Lt. Cdr. Peter Wilson      | Frazer Nash High Speed Le Mans Replica       | Bristol 2.0L I6              | D      | 201    |
| 21          | S 750  | 51  | Rudy Letov Letnany            | Maurice Gatsonides Henk Hoogeveen        | Aero Minor 750                               | Aero Minor 0.7L Flat-2       | E      | 184    |
| 22          | S 750  | 52  | Ets. Monopole                 | Jean de Montrémy Jean Hémard             | Monopole X84 Tank                            | Panhard 0.6L Flat-2          | D      | 180    |
| 23          | S 750  | 58  | Automobiles Deutsch et Bonnet | René Bonnet Élie Bayol                   | DB Tank                                      | Panhard 0.6L Flat-2          | D      | 175    |
| 24          | S 1.1  | 46  | J.L.V. Sandt                  | Jean Sandt Hervé Coatalen                | Renault 4CV                                  | Renault 0.8L I4              | E      | 171    |
| 25          | S 1.1  | 48  | Jacques Lecat                 | Jacques Lecat Louis Pons                 | Renault 4CV                                  | Renault 0.8L I4              | E      | 170    |
| 26          | S 750  | 55  | Auguste Lachaize              | Auguste Lachaize Albert Debille          | Panhard Dyna X84 Sport                       | Panhard 0.6L Flat-2          | D      | 168    |
| 27          | S 1.1  | 45  | Just-Émile Vernet             | Just-Émile Vernet Roger Eckerlein        | Renault 4CV                                  | Renault 0.8L I4              | E      | 158    |
| 28          | S 750  | 56  | Raymond Gaillard              | Raymond Gaillard Pierre Chancel          | Callista RAN                                 | Panhard 0.6L Flat-2          | D      | 153    |
| 29          | S 750  | 57  | Louis Eggen                   | Louis Eggen François-Joseph Escalle      | Panhard Dyna X84                             | Panhard 0.6L Flat-2          | E      | 151    |
| Ausgefallen |        |     |                               |                                          |                                              |                              |        |        |
| 30          | S 5.0  | 17  | Leslie Johnson                | Leslie Johnson Bert Hadley               | Jaguar XK120S                                | Jaguar 3.4L I6               | D      | 220    |
| 31          | S 5.0  | 8   | Ecurie Lutetia                | Charles Pozzi Pierre Flahault            | Delahaye 175S                                | Delahaye 4.5L I6             | D      | 165    |
| 32          | S 2.0  | 28  | Lord Selsdon                  | Lord Selsdon Jean Lucas                  | Ferrari 166MM                                | Ferrari 2.0L V12             | E      | 164    |
| 33          | S 1.1  | 43  | Automobiles Gordini           | Georges Blondel Raoul Martin             | Simca-Gordini T15S                           | Gordini 1.1L I4              | D      | 157    |
| 34          | S 1.1  | 41  | Mmes Rouault et Gordine       | Germaine Rouault Régine Gordine          | Simca-Gordini TMM                            | Gordini 1.1L I4              | D      | 143    |
| 35          | S 750  | 49  | Jacques Poch                  | Jacques Poch Edmond Mouche               | Aero Minor                                   | Aero 0.7L Flat-2             | E      | 139    |
| 36          | S 1.1  | 40  | Norbert-Jean Mahé             | Norbert-Jean Mahé Sacha Gordine          | Simca Huit                                   | Gordini 1.1L I4              | D      | 126    |
| 37          | S 3.0  | 24  | Luigi Chinetti                | Luigi Chinetti Pierre Louis-Dreyfus      | Ferrari 195S Barchetta                       | Ferrari 2.4L V12             | E      | 121    |
| 38          | S 5.0  | 10  | Ets. Delettrez                | Jean Delettrez Jacques Delettrez         | Delettrez Diesel                             | Delettrez 4.4L I6            | D      | 120    |
| 39          | S 1.1  | 44  | A.Z.N.P.                      | Václav Bobek Jaroslav Netušil            | Škoda 1101 Sport                             | Škoda 1.1L I4                | BA     | 120    |
| 40          | S 750  | 54  | Guy Lapchin                   | Guy Lapchin Charles Plantivaux           | Panhard Dyna X84 Sport                       | Panhard 0.6L Flat-2          | E      | 115    |
| 41          | S 3.0  | 33  | Automobiles Gordini           | Juan Manuel Fangio José Froilán González | Simca-Gordini T15S Compresseur               | Gordini 1.5L Supercharged I4 | D      | 95     |
| 42          | S 1.1  | 47  | Ets. Savin & Leroy            | Fernand Leroy Marcel Joseph              | Renault 4CV                                  | Renault 0.8L I               | D      | 92     |
| 43          | S 750  | 53  | Jacques Savoye                | Jacques Savoye Eugène Dussous            | Monopole X84 Tank                            | Panhard 0.6L Flat-2          | D      | 89     |
| 44          | S 750  | 50  | Sté. Pierre Ferry             | Pierre Ferry Georges Claude              | Ferry                                        | Renault 0.7L I4              | E      | 86     |
| 45          | S 3.0  | 25  | Luigi Chinetti                | Raymond Sommer Dorino Serafini           | Ferrari 195 Sport Touring Berlinetta Le Mans | Ferrari 2.4L V12             | E      | 82     |
| 46          | S 1.1  | 42  | Automobiles Gordini           | José Scaron Jean Pascal                  | Simca Gordini T15S                           | Gordini 1.5L I4              | D      | 77     |
| 47          | S 1.5  | 37  | Jacques Brault                | Jacques Brault Louis Paimpol             | Fiat 1500                                    | Fiat 1.5L I4                 | D      | 75     |
| 48          | S 1.5  | 35  | Automobiles Gordini           | Roger Loyer Jean Behra                   | Simca Gordini T15S                           | Gordini 1.5L I4              | D      | 50     |
| 49          | S 2.0  | 26  | Luigi Chinetti                | Porfirio Rubirosa Pierre Leygonie        | Ferrari 166MM                                | Ferrari 2.0L V12             | E      | 44     |
| 50          | S 2.0  | 64  | Automobiles Deutsch et Bonnet | Johnny Simone Michel Aunaud              | DB                                           | Citroën 1.9L I4              | D      | 44     |
| 51          | S 5.0  | 1   | M.A.P.                        | Pierre Veyron François Lacour            | M.A.P.                                       | M.A.P. 5.0L Supercharged I4  | D      | 39     |
| 52          | S 3.0  | 32  | Automobiles Gordini           | Maurice Trintignant Robert Manzon        | Simca Gordini T15S Compresseur               | Gordini 1.5L Supercharged I4 | D      | 34     |
| 53          | S 1.1  | 63  | Marcel Gendron                | Marcel Gendron Jean Vinatier senior      | Renault 4CV                                  | Renault 0.8L I4              | D      | 32     |
| 54          | S 2.0  | 27  | Luigi Chinetti                | Yvonne Simon Michel Kasse                | Ferrari 166MM Coupe                          | Ferrari 2.0L V12             | P      | 25     |
| 55          | S 750  | 60  | Ecurie Verte                  | Emmanuel Baboin Pierre Gay               | Simca Six                                    | Simca 0.6L I4                | D      | 20     |
| 56          | S 1.5  | 34  | Automobiles Gordini           | Aldo Gordini André Simon                 | Simca Gordini T15S                           | Gordini 1.5L I4              | D      | 14     |
| 57          | S 1.1  | 66  | André Guillard                | André Guillard Roger Caron               | Simca Huit                                   | Gordini 1.1L I4              | D      | 13     |
| 58          | S 3.0  | 20  | Aston Martin Ltd.             | Eric Thompson John Gordon                | Aston Martin DB2                             | Aston Martin 2.6L I6         | D      | 8      |
| 59          | S 750  | 59  | Automobiles Deutsch et Bonnet | Georges Guyot André Chaussat             | DB Tank                                      | Panhard 0.6L Flat-2          | D      | 6      |
| 60          | S 5.0  | 9   | Ecurie Lutetia                | Gaston Serraud André Guelfi              | Delahaye 175S                                | Delahaye 4.5L I6             | D      | 1      |

Quellen: 

### Nur in der Meldeliste
Hier finden sich Teams, Fahrer und Fahrzeuge die ursprünglich für das Rennen gemeldet waren, aber aus den unterschiedlichsten Gründen daran nicht teilnahmen.
| Pos. | Klasse | Nr. | Team                | Fahrer                              | Chassis           | Motor | Reifen |
| ---- | ------ | --- | ------------------- | ----------------------------------- | ----------------- | ----- | ------ |
| 61   |        |     | Ets. Monopole       |                                     | Monopole          |       |        |
| 62   |        |     | P. Bourgat          |                                     | Peugeot           |       |        |
| 63   |        |     | Mme Vivianne Elder  |                                     | Simca 1100        |       |        |
| 64   |        |     | J. Tracel           |                                     | Renault 4CV       |       |        |
| 65   |        |     | Maurice Huguet      |                                     | Simca Six         |       |        |
| 66   |        |     | Sté. Pierre Ferry   |                                     | Ferry             |       |        |
| 67   |        |     | C. Hardy            |                                     | Renault 4CV       |       |        |
| 68   |        |     | Tatra               |                                     | Tatra 600         |       |        |
| 69   |        |     | Automobiles Talbot  |                                     | Talbot            |       |        |
| 70   |        |     | Roger Bouchard      |                                     | Ferrari 166MM     |       |        |
| 71   |        |     | HWM Motors Ltd.     |                                     | HWM               |       |        |
| 72   |        |     | HWM Motors Ltd.     |                                     | HWM               |       |        |
| 73   |        |     | Oscar Gálvez        |                                     | Simca             |       |        |
| 74   |        |     | Ernesto Tornquvist  |                                     | Simca             |       |        |
| 75   |        |     | Auguste Veuillet    |                                     | Delage            |       |        |
| 76   |        |     | Automobiles Talbot  |                                     | Talbot            |       |        |
| 77   |        |     | H. Grimley          | H. Grimley                          | Jowett Jupiter R1 |       |        |
| 78   |        |     | Svenska Champion AB | Georges Trouis                      | Champion          |       |        |
| 79   |        |     | Usine Škoda         |                                     | Škoda             |       |        |
| 80   |        |     | Usine Škoda         |                                     | Škoda             |       |        |
| 81   |        |     | Usine Škoda         |                                     | Škoda             |       |        |
| 82   |        |     | Rudy Letov Letnany  |                                     | Aero Minor 750    |       |        |
| 83   |        |     | Automobiles Talbot  | Yves Giraud-Cabantous Eugène Martin | Talbot T26GS      |       |        |
| 84   |        |     | Automobiles Talbot  | André Morel Albert Divo             | Talbot T26GS      |       |        |

### Biennale-Cup
| Pos. | Nr. | Fahrer                              | Chassis                       | Koeffizient | Platzierung im Gesamtklassement |
| ---- | --- | ----------------------------------- | ----------------------------- | ----------- | ------------------------------- |
| 1    | 52  | Jean de Montrémy Jean Hémard        | Monopole X84 Tank             | 2.434,960   | Rang 22                         |
| 2    | 30  | T. A. S. O. Mathieson Richard Stoop | Frazer Nash Mille Miglia      | 3.174,710   | Rang 9                          |
| 3    | 7   | Pierre Meyrat Guy Mairesse          | Talbot-Lago Monoplace Decalee | 3.440,090   | Rang 2                          |

### Index of Performance
| Pos. | Nr. | Fahrer                               | Chassis                                | Koeffizient | Platzierung im Gesamtklassement |
| ---- | --- | ------------------------------------ | -------------------------------------- | ----------- | ------------------------------- |
| 1=   | 52  | Jean de Montrémy Jean Hémard         | Monopole X84 Tank                      | 1.27600     | Rang 22                         |
| 1=   | 19  | George Abecassis Lance Macklin       | Aston Martin DB2                       | 1.27600     | Rang 5                          |
| 3    | 21  | Charles Brackenbury Reginald Parnell | Aston Martin DB2                       | 1.24800     | Rang 6                          |
| 4    | 30  | T. A. S. O. Mathieson Richard Stoop  | Frazer Nash Milla Miglia               | 1.24600     | Rang 9                          |
| 5    | 5   | Louis Rosier Jean-Louis Rosier       | Talbot-Lago T26 GS                     | 1.24500     | Gesamtsieg                      |
| 6    | 58  | René Bonnet Élie Bayol               | DB Tank                                | 1.24400     | Rang 23                         |
| 7    | 7   | Pierre Meyrat Guy Mairesse           | Talbot-Lago Monoplace Decalee          | 1.23900     | Rang 2                          |
| 8    | 14  | Tony Rolt Duncan Hamilton            | Nash-Healey E                          | 1.23100     | Rang 4                          |
| 9    | 51  | Maurice Gatsonides Henk Hoogeveen    | Aero Minor 750                         | 1.22100     | Rang 21                         |
| 10   | 18  | Henri Louveau Jean Estager           | Delage Type D 6-3 Litres               | 1.21100     | Rang 7                          |
| 11   | 36  | Tommy Wisdom Tommy Wise              | Jowett Jupiter R1                      | 1.20600     | Rang 16                         |
| 12   | 4   | Sydney Allard Tom Cole               | Allard J2                              | 1.20200     | Rang 3                          |
| 13   | 39  | George Phillips Eric Winterbottom    | MG TC Special Body                     | 1.20100     | Rang 18                         |
| 14   | 55  | Auguste Lachaize Albert Debille      | Panhard Dyna X84 Sport                 | 1.19500     | Rang 26                         |
| 15   | 11  | Edward Hall Tom Clarke               | Bentley Corniche TT                    | 1.15600     | Rang 8                          |
| 16   | 15  | Peter Clark Nick Haines              | Jaguar XK120S                          | 1.14300     | Rang 12                         |
| 17   | 46  | Jean Sandt Hervé Coatalen            | Renault 4CV                            | 1.12700     | Rang 24                         |
| 18   | 48  | Jacques Lecat Louis Pons             | Renault 4CV                            | 1.12000     | Rang 25                         |
| 19   | 3   | Miles Collier Sam Collier            | Cadillac Coupe DeVille Clumsy Pup      | 1.11700     | Rang 10                         |
| 20   | 16  | Peter Whitehead John Marshall        | Jaguar XK120S                          | 1.11500     | Rang 15                         |
| 21   | 2   | Briggs Cunningham Phil Walters       | Cunningham Spider Le Monstre           | 1.11400     | Rang 11                         |
| 22   | 6   | André Chambas André Morel            | Talbot-Lago Grand Sport Coupe          | 1.10800     | Rang 13                         |
| 23   | 22  | Robert Lawrie Geoffrey Beetson       | Riley RMB                              | 1.09700     | Rang 17                         |
| 24   | 12  | Soltan Hay Hugh Hunter               | Bentley 4¼ Paulin                      | 1.09500     | Rang 14                         |
| 25   | 56  | Raymond Gaillard Pierre Chancel      | Callista RAN                           | 1.08700     | Rang 28                         |
| 26   | 57  | Louis Eggen François-Joseph Escalle  | Panhard Dyna X84                       | 1.06900     | Rang 29                         |
| 27   | 31  | Norman Culpan Peter Wilson           | Frazer Nash High Speed Le Mans Replica | 1.06800     | Rang 20                         |
| 28   | 23  | Nigel Mann Mortimer Morris-Goodall   | Healey Elliott                         | 1.04700     | Rang 19                         |
| 29   | 45  | Just-Émile Vernet Roger Eckerlein    | Renault 4CV                            | 1.03800     | Rang 27                         |

### Klassensieger
| Klasse                                                 | Fahrer             | Fahrer            | Fahrzeug                 | Platzierung im Gesamtklassement |
| ------------------------------------------------------ | ------------------ | ----------------- | ------------------------ | ------------------------------- |
| Index of Performance – 4. Annual Cup des ACO (geteilt) | George Abecassis   | Lance Macklin     | Aston Martin DB2         | Rang 5                          |
| Index of Performance – 4. Annual Cup des ACO (geteilt) | Jean de Montrémy   | Jean Hémard       | Monopole X84 Tank        | Rang 22                         |
| 16. Biennale Cup                                       | Jean de Montrémy   | Jean Hémard       | Monopole X84 Tank        | Rang 22                         |
| 5001–8000 cm³                                          | Sydney Allard      | Tom Cole          | Allard J2                | Rang 3                          |
| 3001–5000 cm³                                          | Louis Rosier       | Jean-Louis Rosier | Talbot-Lago TS26 GS      | Gesamtsieg                      |
| 2001–3000 cm³                                          | George Abecassis   | Lance Macklin     | Aston Martin DB2         | Rang 5                          |
| 1501–2000 cm³                                          | T.A.S.O. Mathieson | Richard Stoop     | Frazer Nash Mille Miglia | Rang 9                          |
| 1101–1500 cm³                                          | Tommy Wisdom       | Tommy Wise        | Jowett Jupiter R1        | Rang 16                         |
| 751–1000 cm³                                           | Jean Sandt         | Herve de Coatalen | Renault 4CV              | Rang 24                         |
| –750 cm³                                               | Maurice Gatsonides | Henk Hoogeveen    | Aero Minor 750           | Rang 21                         |

### Renndaten
- Gemeldet: 84
- Gestartet: 60
- Gewertet: 29
- Rennklassen: 9
- Zuschauer: unbekannt
- Ehrenstarter des Rennens: Jean Letourneau, französischer Minister für die Überseegebiete
- Wetter am Rennwochenende: warm und sonnig
- Streckenlänge: 13,492 km
- Fahrzeit des Siegerteams: 24:00:00,000 Stunden
- Gesamtrunden des Siegerteams: 257
- Gesamtdistanz des Siegerteams: 3465,120 km
- Siegerschnitt: 144,380 km/h
- Pole-Position: unbekannt
- Schnellste Rennrunde: Louis Rosier – Talbot-Lago T26GS (#5) – 4.53.500 = 165,490 km/h
- Rennserie: zählte zu keiner Rennserie